# Ван де Лёр, Верона
Верона ван де Лёр (нидерл. Verona van de Leur, род. 27 декабря 1985) — бывшая нидерландская спортивная гимнастка, серебряный призёр чемпионата мира 2002 года в вольных упражнениях, пятикратный призёр чемпионата Европы 2002 года, многократная абсолютная чемпионка Нидерландов. С 2011 по 2019 год — вебкам-модель.

## Биография

### Спортивная карьера
Верона ван де Лёр родилась в Гауде (Южная Голландия), начала заниматься гимнастикой с пяти лет.
С 2000 года начинает выступать на национальных соревнованиях по гимнастике Голландии. Пик спортивной карьеры пришёлся на 2002 год, когда ван де Лёр получила пять медалей на Чемпионате Европы по спортивной гимнастике в Патрах и серебряную медаль на Чемпионате мира 2002 года в Дебрецене. В этом же году ван де Лёр стала спортсменом года Голландии; гимнастке прочили медали на предстоящей Олимпиаде.
В следующем 2003 году ван де Лёр оказалась в резерве нидерландской команды. На Чемпионате мира 2003 года в Анахайме команда не попала в список лучших двенадцати, из-за чего гимнастка не смогла пробиться на Олимпийские игры в Афинах. Из-за возникших конфликтов с тренерами Верона перешла к бывшему тренеру сборной СССР по гимнастике Борису Орлову. Гимнастка вновь смогла выиграть первенство в национальном чемпионате в 2007 году, став чемпионкой Нидерландов в четвёртый раз. Но проблемы в семье и конфликты с Федерацией гимнастики привели к тому, что 19 июня 2008 года ван де Лёр заявила о завершении спортивной карьеры.

### Проблемы с законом
В 2011 году из-за проблем с родителями ван де Лёр со своим возлюбленным оказалась бездомной. В начале мая 2011 года она была осуждена на 72 дня тюрьмы за шантаж.

### Порнокарьера
В конце октября 2011 года ван де Лёр решает попробовать себя в роли вебкам-модели и запускает собственный сайт эротической направленности. Проработав в порноиндустрии восемь лет, Верона ван де Лёр осенью 2019 года объявила о завершении карьеры порноактрисы. В будущем Верона планирует стать писательницей и издать автобиографическую книгу.